# Мамер
Маме́р (люкс. Mamer [ˈmaːmɐ], фр. Mamer) — коммуна в Люксембурге, располагается в округе Люксембург. Коммуна Мамер является частью кантона Капеллен. В коммуне находится одноимённый населённый пункт и железнодорожная станция.
Население составляет 7183 человек (на 2008 год), в коммуне располагаются 2788 домашних хозяйств. Занимает площадь 27,54 км² (по занимаемой площади 26 место из 116 коммун). Наивысшая точка коммуны над уровнем моря составляет 353 м. (95 место из 116 коммун), наименьшая 263 м. (73 место из 116 коммун).

## Галерея

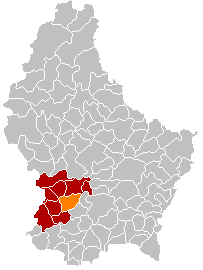
Оранжевый цвет — коммуна Мамер, красный — кантон Капеллен
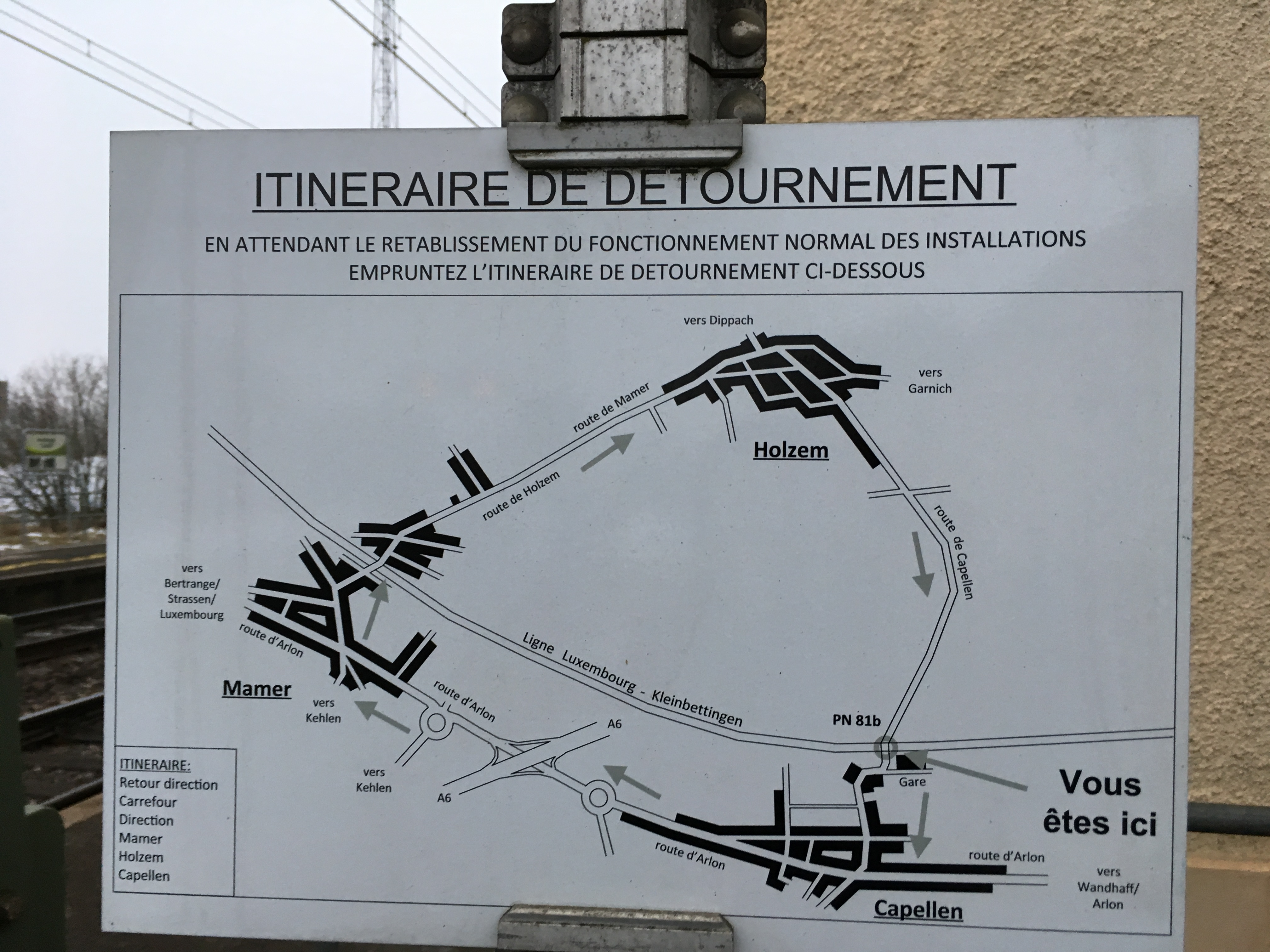
Ближайшие населенные пункты возле Мамер